# Ginnastica ai Giochi della VIII Olimpiade - Salita alla fune
La competizione della  salita alla fune di Ginnastica artistica dei Giochi della VIII Olimpiade si è svolta allo stadio di Colombes dal 17 al  20 luglio 1924.

## Risultati
| Pos.    | Atleta              | Nazione        | Tempo | Punti |
| ------- | ------------------- | -------------- | ----- | ----- |
| Oro     | Bedřich Šupčík      | Cecoslovacchia | 7"2   | 10    |
| Argento | Albert Séguin       | Francia        | 7"4   | 10    |
| Bronzo  | August Güttinger    | Svizzera       | 7"8   | 10    |
| Bronzo  | Ladislav Vácha      | Cecoslovacchia | 7"8   | 10    |
| 5       | Stane Žilič         | Jugoslavia     | 8"0   | 10    |
| 6       | Arthur Hermann      | Francia        | 8"4   | 10    |
| 6       | Frank Kriz          | Stati Uniti    | 8"4   | 10    |
| 6       | Janez Porenta       | Jugoslavia     | 8"4   | 10    |
| 6       | Jean Gounot         | Francia        | 8"4   | 10    |
| 10      | John Pearson        | Stati Uniti    | 8"6   | 10    |
| 10      | Leon Štukelj        | Jugoslavia     | 8"6   | 10    |
| 10      | Mario Lertora       | Italia         | 8"6   | 10    |
| 13      | Francesco Martino   | Italia         | 8"8   | 10    |
| 13      | Frank Safandra      | Stati Uniti    | 8"8   | 10    |
| 13      | Léon Delsarte       | Francia        | 8"8   | 10    |
| 13      | Max Wandrer         | Stati Uniti    | 8"8   | 10    |
| 13      | Robert Pražák       | Cecoslovacchia | 8"8   | 10    |
| 18      | Bohumil Mořkovský   | Cecoslovacchia | 9"0   | 10    |
| 18      | Ferdinando Mandrini | Italia         | 9"0   | 10    |
| 18      | Hans Grieder        | Svizzera       | 9"0   | 10    |
| 18      | Luigi Cambiaso      | Italia         | 9"0   | 10    |
| 18      | Vittorio Lucchetti  | Italia         | 9"0   | 10    |
| 23      | Carl Widmer         | Svizzera       | 9"2   | 9     |
| 24      | Miroslav Klinger    | Cecoslovacchia | 9"4   | 8     |
| 24      | Jan Koutný          | Cecoslovacchia | 9"4   | 8     |
| 24      | Giuseppe Paris      | Italia         | 9"4   | 8     |
| 24      | Eugène Cordonnier   | Francia        | 9"4   | 8     |
| 24      | Stane Derganc       | Jugoslavia     | 9"4   | 8     |
| 24      | Mihael Oswald       | Jugoslavia     | 9"4   | 8     |
| 24      | Harold Brown        | Gran Bretagna  | 9"4   | 8     |
| 31      | Georges Miez        | Svizzera       | 9"6   | 7     |
| 31      | Otto Pfister        | Svizzera       | 9"6   | 7     |
| 31      | Rudolph Novak       | Stati Uniti    | 9"6   | 7     |
| 31      | Frank Hawkins       | Gran Bretagna  | 9"6   | 7     |
| 35      | Jean Gutweninger    | Svizzera       | 9"8   | 6     |
| 35      | Giorgio Zampori     | Italia         | 9"8   | 6     |
| 35      | André Higelin       | Francia        | 9"8   | 6     |
| 35      | Otto Suhonen        | Finlandia      | 9"8   | 6     |
| 39      | François Gangloff   | Francia        | 10"0  | 5     |
| 39      | Luigi Maiocco       | Italia         | 10"0  | 5     |
| 41      | Antoine Rebetez     | Svizzera       | 10"2  | 5     |
| 41      | Joseph Huber        | Francia        | 10"2  | 5     |
| 41      | Jaakko Kunnas       | Finlandia      | 10"2  | 5     |
| 41      | Akseli Roine        | Finlandia      | 10"2  | 5     |
| 45      | Josef Wilhelm       | Svizzera       | 10"4  | 4     |
| 45      | Rastko Poljšak      | Jugoslavia     | 10"4  | 4     |
| 47      | Josip Primožič      | Jugoslavia     | 10"8  | 3     |
| 47      | Väinö Karonen       | Finlandia      | 10"8  | 3     |
| 47      | Pierre Tolar        | Lussemburgo    | 10"8  | 3     |
| 50      | Samuel Humphreys    | Gran Bretagna  | 11"2  | 2     |
| 51T     | Curtis Rottman      | Stati Uniti    | 11"4  | 2     |
| 51T     | Henry Finchett      | Gran Bretagna  | 11"4  | 2     |
| 51T     | Mathias Weishaupt   | Lussemburgo    | 11"4  | 2     |
| 51T     | Thomas Hopkins      | Gran Bretagna  | 11"4  | 2     |
| 55      | Al Jochim           | Stati Uniti    | 11"6  | 2     |
| 55      | John Mais           | Stati Uniti    | 11"6  | 2     |
| 55      | Stanley Leigh       | Gran Bretagna  | 11"6  | 2     |
| 58      | Albert Spencer      | Gran Bretagna  | 11"8  | 1     |
| 58      | Eevert Kerttula     | Finlandia      | 11"8  | 1     |
| 60      | Charles Quaino      | Lussemburgo    | 12"0  | 0     |
| 60      | Eetu Kostamo        | Finlandia      | 12"0  | 0     |
| 62      | Edward Leigh        | Gran Bretagna  | 12"2  | 0     |
| 63      | Aarne Roine         | Finlandia      | 12"6  | 0     |
| 63      | Mikko Hämäläinen    | Finlandia      | 12"6  | 0     |
| 65      | Albert Neumann      | Lussemburgo    | 12"8  | 0     |
| 66      | Stane Hlastan       | Jugoslavia     | 13"4  | 0     |
| 67      | Jacques Palzer      | Lussemburgo    | 14"2  | 0     |
| 68      | Émile Munhofen      | Lussemburgo    | 14"6  | 0     |
| 69      | Mathias Erang       | Lussemburgo    | 15"0  | 0     |
| 69      | Théo Jeitz          | Lussemburgo    | 15"0  | 0     |